# Louis Éthis de Corny
Louis-Dominique Éthis de Corny, né à Metz le 10 novembre 1736 et mort à Paris le 27 novembre 1790, est un officier et administrateur français.

## Biographie
Louis-Dominique Éthis, dit de Novéant, puis de Corny, est né dans une famille d'ancienne bourgeoisie originaire du Forez, établie en Lorraine au XVIIe siècle, issue d'Antoine Éthis (né av. 1650), bourgeois de Rochefort-en-Forez.
Jean Éthis (1673-1705), son grand-père, était cabaretier à Metz. Louis Éthis (1703-1758), son père, docteur en droit, était procureur du Parlement de Metz.
Son fils, Charles Éthis de Méricourt ou Merkhoff, puis de Corny (1763-1829), était officier au régiment Royal cavalerie, maire d'Aubevoye. Son petit-fils Victor Éthis de Corny (1798-1865) était garde du corps des rois Louis XVIII et Charles X.

## Carrière
Il commence sa carrière au sein de l'intendance de Franche-Comté à Besançon dans les années 1760 sous la protection de Charles André de Lacoré. Il laissera sa place à son frère cadet Casimir Éthis et acheta le château de Corny en Moselle.
Commissaire des guerres pendant la guerre d'Indépendance américaine pour l'armée de Rochambeau, il accompagne La Fayette. Il devient lieutenant-colonel de cavalerie dans l'armée des États-Unis et noue des relations d'amitié avec Jefferson, qu'il recevra régulièrement à Paris durant l'ambassade de ce dernier. En 1783, il est chargé du commissariat des gardes suisses.
Son second  mariage (contrat du 24 septembre 1782) avec Marguerite Victoire de Palerne (1747-1832), veuve d'André Denis Foacier de Bagneaux, receveur général des traites à Rouen, le rapproche du milieu des financiers et favorise sa carrière.
En 1785, il quitte la carrière militaire et achète un office de procureur du roi de la ville de Paris ; il se montre dès 1789 un chaleureux partisan de la Révolution. Le 14 juillet 1789, il participe à la prise de la Bastille en tentant une médiation avec le gouverneur de Launay, mais se fait déborder par les assaillants ; Jefferson, son hôte, en rapportera le récit dans son autobiographie.
Il recueille chez lui et forme à l'administration son neveu, fils de sa sœur, Claude-François-Étienne Dupin qui épousera la veuve de Danton, sera préfet sous l'Empire et créé baron par Louis XVIII.
Louis Éthis de Corny a été membre de la Société des Cincinnati. Il était chevalier de Saint-Louis. Il est l'ancêtre à la 5e génération de la mère du prince Gabriel de Broglie.
Il entretient une correspondance avec Voltaire et publie deux ouvrages littéraires:
- Combien il est dangereux d'accorder trop de considération aux talents frivoles, 1768.
- Essai sur les Hommes illustres de Plutarque, 1772.